# 랴오판
랴오판(요범, 중국어: 廖凡, 1974년 2월 14일 ~ )은 중화인민공화국의 배우이다. 상하이 희극학원을 졸업했다.

## 학력
- 상하이 예술학교

## 출연 작품

### 영화
- 2004년 《사랑에 빠진 바오버》 - 리 양 역
- 2006년 《호기심이 고양이를 죽인다》 - 펭 듀 역
- 2007년 《집결호》 - 자오다펑 역
- 2008년 《오션플레임》
- 2010년 《용심도》
- 2010년 《쉬즈 더 원 2》
- 2010년 《용심도》
- 2011년 《건당위업》
- 2011년 《실연 33일》
- 2012년 《러브》
- 2012년 《차이니즈 조디악》 - 데이비드 역
- 2014년 《백일염화》 - 장즈리 역

### 드라마
- 2010년 《손자대전》 - 전제 역
- 2014년 《북평무전사》 - 양경륜 역

### 수상
- 2005년 제18회 싱가포르 국제영화제 남우주연상
- 2014년 2월 제64회 베를린국제영화제 은곰상 남우주연상
- 2015년 3월 제9회 아시안필름어워즈 남우주연상